# Renato Ghiotto
Renato Ghiotto (Montecchio Maggiore, 25 gennaio 1923 – Malo, 10 aprile 1986) è stato uno scrittore, giornalista e sceneggiatore italiano.

## Biografia
Renato Ghiotto è nato a Montecchio Maggiore, in provincia di Vicenza il 25 gennaio 1923. Iscrittosi al corso di laurea in filosofia dell'Università di Padova, inizia a collaborare prima al quindicinale Il Bo e poi al quotidiano il Veneto. Avvicinatosi agli ambienti anti-fascisti del Veneto, deve fuggire in Svizzera durante il conflitto mondiale. Tornato in Italia assume la direzione de "Il Giornale di Vicenza", dove rimarrà fino al 1950. Nel biennio 1951-52 vive in Argentina dove lavora in un'industria metallurgica e conosce Jorge Luis Borges. Nel 1955 apre con G.L. Brignone l'agenzia pubblicitaria Linea che dirige fino al 1970. Il 1967 è l'anno del suo esordio in campo letterario con il romanzo Scacco alla regina, finalista al Premio Strega e dal quale il suo amico Pasquale Festa Campanile trae un film due anni dopo. Negli anni settanta pubblica interventi su L'Espresso e La Stampa, oltre a dirigere per un biennio Il Mondo. Del 1971 è il secondo romanzo Adiòs entrato nella cinquina del Premio Selezione Campiello. Autore molto versatile, si cimenta anche in sceneggiature cinematografiche e sceneggiati televisivi (suo il soggetto di Una città in fondo alla strada). Finalista del Premio Scanno, Rondò, pubblicato nel 1985, è l'ultimo romanzo che Ghiotto vede uscire in libreria prima di spegnersi a Malo, presso Vicenza, il 10 aprile 1986. Postumo apparirà il romanzo I vetri (1987, pref. di L. Meneghello), racconto dai temi fantascientifici sul rapporto tra la mente umana e l'intelligenza artificiale.

## Opere

### Narrativa
- 1967, Scacco alla regina (Rizzoli), nuova ed. Elliot, 2013
- 1971, Adiòs (Rizzoli), nuova ed. Elliot, 2014
- 1985, Rondò (Rusconi)
- 1987, I vetri (Longanesi)

### Scritti d'arte
- 1969, L'opera completa di Giovanni Bellini, a cura di T. Pignatti (Rizzoli)
- 1971, Nudi di Treccani (Edizioni Ghelfi)

### Traduzioni
- 1978, Satire di Orazio (Club del libro Fratelli Melita)